# Nicolas Chaudun
Pour les articles homonymes, voir Chaudun (homonymie).
 (août 2013).
Nicolas Chaudun, né à Paris en 1962, est un écrivain, un réalisateur documentariste et un éditeur d'art français.

## Biographie
Nicolas Marie Jacques Chaudun naît à Paris, où il étudie le droit et l’histoire de l’art, avant de d’effectuer un long séjour en Afrique équatoriale. Il commence sa carrière d'éditeur d’art chez Aymery Somogy en 1988. Il rejoint trois ans plus tard Beaux Arts magazine, dont il devient directeur de la rédaction en 1996. En 1999, il participe à la fondation des Éditions Phileas Fogg, essentiellement attachées à mettre en œuvre la politique éditoriale de National Geographic France. Il crée peu après une nouvelle maison, les Éditions Nicolas Chaudun, au sein de laquelle « Phileas Fogg » n’est plus qu’une collection de récits de voyages. Le nouveau catalogue aborde indistinctement tous les domaines de l’histoire de l’art, avec, toutefois, une prédilection pour l’architecture et la photographie. Nicolas Chaudun cède son entreprise et la quitte en avril 2013, pour se concentrer sur son activité d’auteur.
Dès 1992, en effet, il publie un premier roman, Le Siège. Ses livres explorent à peu près tous les champs de l'expression littéraire, depuis le pamphlet (Le Paysage, les ploucs et moi), jusqu'au recueil de nouvelles (Des nouvelles du front), en passant par l'essai (La Majesté des centaures), la biographie (Haussmann, Georges Eugène, préfet baron de la Seine; Un centaure au Crépuscule - Alexis L'Hotte), et plus récemment le roman noir (Mortel Bouquet).
C'est cependant dans le registre du récit historique (L’Été en enfer; Le Brasier; La Nuit des aventuriers) « qu'il apporte une originalité et un talent sans pareil ». L'Obs note alors de son côté : « on ne peut être qu'ébloui par sa passion, la richesse de son style, son érudition vertigineuse et jamais pédantesque. L'éloge qu'Alexandre Dumas disait de Lamartine pourrait lui être appliqué : il élève l'histoire à la hauteur du roman ». De l’aveu de Camille Pascal, un maître du genre, Nicolas Chaudun « a, par son talent et son érudition, rendu ses lettres de noblesse littéraires au récit historique ». L'Été en enfer a été plusieurs fois primé, et Le Brasier élu meilleur livre d'histoire de l'année 2015 par le magazine Lire. Ce dernier a fait, en 2018, l'objet d'une adaptation télévisuelle par son auteur lui-même.
N. Chaudun est en effet l’auteur et le réalisateur de documentaires télévisés, notamment de Paris au beau temps des équipages, Le Pré des anges ou Dandysme, le mal ultra, tous co-produits par la chaîne Histoire TV. Enfin, il a été le commissaire scientifique de deux expositions principalement consacrées aux relations entre l'homme et le cheval dans la société occidentale (« Voilà les Delton », musée de la Chasse et de la nature, oct. 2014/janvier 2015 ; « Des chevaux et des hommes - la collection Émile Hermès », musée de Pointe à Callières, Montréal, Canada, mai-oct. 2016).
En marge de cette activité, Nicolas Chaudun chronique régulièrement les grandes expositions d’art sur le plateau d’Historiquement Show (Histoire TV) et dans les colonnes du Figaro magazine.

## Publications

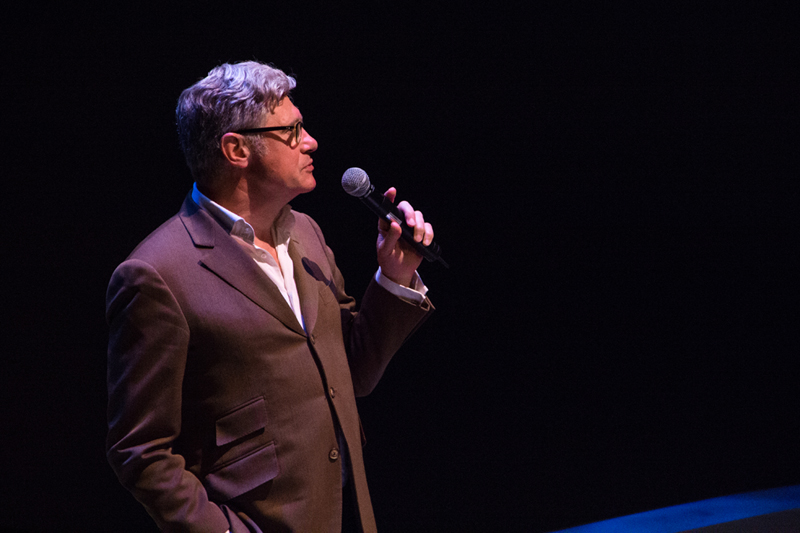
Nicolas Chaudun en conférence à Montréal en mai 2016.

- Le Siège, roman, Les Belles Lettres, 1992
- L’Abécédaire de Paris, Flammarion, 1998
- Paris céramique, les couleurs de la rue, Somogy/Paris-Musées, 1998
- Le Paysage, les ploucs et moi, pamphlet, Rocher, 2001
- Le Promeneur de la petite ceinture, Actes Sud/Paris-Musées, 2003
- La Majesté des centaures, une histoire du portrait équestre dans la peinture occidentale, Actes Sud, 2006
- Le Cheval dans l’art (collectif), Citadelles & Mazenod, 2008
- Haussmann, Georges Eugène, préfet-baron de la Seine, Actes Sud, 2009; Babel n°1169 (réédition augmentée de Haussmann au crible, Éditions des Syrtes, 2000)
- Paris et son double - Paris avant Haussmann ; Paris aujourd’hui, Éditions Nicolas Chaudun, 2010
- L’Été en enfer – Napoléon III dans la débâcle, récit historique, Actes Sud, 2011; Babel n°1408
- Octave roi, roman, Pierre-Guillaume de Roux, 2013
- Des nouvelles du front, nouvelles, Le Passage, 2014
- Le Studio Delton, miroir du temps des équipages (sous la dir. de), Actes Sud, 2014
- Le Brasier : Le Louvre incendié par la Commune, récit historique, Actes-Sud, 2015 ; Babel n°1736
- Un centaure au crépuscule. Alexis L’Hotte, Actes-Sud, 2016
- L’Île des enfants perdus, roman, Actes-Sud, 2019
- La Nuit des aventuriers, récit historique, Plon, 2021 ; Pocket, 2023
- Mortel Bouquet, roman, Presses de la Cité, 2023

## Filmographie

### En tant qu'auteur
- Zone, zonards, zoniers... la horde de bordures; réal. Yves Billon - co-prod Zaradoc films / Histoire TV, 2014.
- Paris au beau temps des équipages; réal. Yves Billon / Nicolas Chaudun (non crédité) - co-prod. Zaradoc films / Histoire TV, 2015.
- La Bastoche - la gouaille de la pègre et son fantasme; réal. Yves Billon - co-prod. Zaradoc / Histoire TV, 2016.
- La Ballade des rois; réal. Serge Tignières - co-prod Peignoir prod / Histoire TV, 2017.

### En tant qu'auteur et réalisateur
- Le Pré des anges - la plaine d'Issy - berceau de l'aviation ; co-prod Plan large / Histoire TV, 2017.
- Le Brasier, le Louvre sous le feu de la Commune ; co-prod. Merapi productions / Histoire TV, 2018.
- Dandysme, le mal ultra ; co-prod. Merapi productions / Histoire TV, 2019.
- Et Haussmann créa Paris ; co-prod. Paramonti / Histoire TV, 2024.

## Récompenses et distinctions
- Prix Pégase 2007 (La Majesté des centaures).
- prix Drouyn-de-Lhuys (d) de l'académie des sciences morales et politiques 2011 (L'Été en enfer).
- Prix de la Fondation Napoléon 2011 (L'Été en enfer).
- Prix Robert-Christophe 2012 (L'Été en enfer).
- Prix du Guesclin - prix spécial du jury 2015 (Le Brasier).
- Le Brasier élu meilleur livre d'histoire 2015, palmarès du magazine Lire.
- Prix ACF de l’Homme pressé, 2023 (Mortel Bouquet).
- Chevalier de l'ordre des Arts et des Lettres (2014[15]).
- Officier de l'ordre des Arts et des Lettres (2020[16])